# Habent insidias hominis blanditiae mali
La locuzione latina Habent insidias hominis blanditiae mali, tradotta letteralmente, significa le carezze dell'uomo malvagio nascondono insidie. (Fedro)
Il concetto si ritrova espresso anche nei nostri proverbi "Chi t'accarezza più di quel che suole, o ti ha ingannato o ingannar ti vuole" oppure "Quando il diavolo ti accarezza va cercando l'anima".